# Mistrovství Evropy ve fotbale hráčů do 21 let 2002
Mistrovství Evropy ve fotbale hráčů do 21 let 2002 bylo 13. ročníkem tohoto turnaje. Vítězem se stala česká fotbalová reprezentace do 21 let.

## Kvalifikace
Hlavní článek: Kvalifikace na Mistrovství Evropy ve fotbale hráčů do 21 let 2002
Celkem 47 týmů bylo v kvalifikaci rozlosováno do devíti skupin po čtyř, pěti, resp. šesti týmech. Ve skupinách se utkal každý s každým doma a venku. Vítězové skupin a sedm nejlepších ze druhých míst se utkali v baráži systémem doma a venku o osm míst na závěrečném turnaji.

## Základní skupiny

### Skupina A
| Tým         | Z | V | R | P | VG | IG | +/- | B |
| ----------- | - | - | - | - | -- | -- | --- | - |
| Itálie      | 3 | 1 | 2 | 0 | 3  | 2  | +1  | 5 |
| Švýcarsko   | 3 | 1 | 1 | 1 | 3  | 2  | +1  | 4 |
| Portugalsko | 3 | 1 | 1 | 1 | 4  | 4  | 0   | 4 |
| Anglie      | 3 | 1 | 0 | 2 | 4  | 6  | -2  | 3 |

| 17. května 2002 20:15 |        |           |                                                       |
| Anglie                | 2:1    | Švýcarsko | Hardturm, Curych rozhodčí: Attila Hanacsek (Maďarsko) |
| Defoe 3' Crouch 53'   | Report | Frei 58'  | Hardturm, Curych rozhodčí: Attila Hanacsek (Maďarsko) |

| 17. května 2002 20:30 |        |             |                                                               |
| Itálie                | 1:1    | Portugalsko | St. Jakob-Park, Basilej rozhodčí: Bernhard Brugger (Rakousko) |
| Bonazzoli 57'         | Report | Postiga 48' | St. Jakob-Park, Basilej rozhodčí: Bernhard Brugger (Rakousko) |

| 20. května 2002 17:00 |        |                             |                                                        |
| Portugalsko           | 0:2    | Švýcarsko                   | Hardturm, Curych rozhodčí: Tom Henning Øvrebø (Norsko) |
|                       | Report | Cabanas 60' (pen.) Frei 73' | Hardturm, Curych rozhodčí: Tom Henning Øvrebø (Norsko) |

| 20. května 2002 20:30 |        |           |                                                                          |
| Itálie                | 2:1    | Anglie    | St. Jakob-Park, Basilej rozhodčí: Eduardo Iturralde González (Španělsko) |
| Maccarone 58', 84'    | Report | Barry 64' | St. Jakob-Park, Basilej rozhodčí: Eduardo Iturralde González (Španělsko) |

| 22. května 2002 20:30 |        |        |                                                         |
| Švýcarsko             | 0:0    | Itálie | St. Jakob-Park, Basilej rozhodčí: Jacek Granat (Polsko) |
|                       | Report |        | St. Jakob-Park, Basilej rozhodčí: Jacek Granat (Polsko) |

| 22. května 2002 20:30                     |        |           |                                                 |
| Portugalsko                               | 3:1    | Anglie    | Hardturm, Curych rozhodčí: Erol Ersoy (Turecko) |
| Teixeira 7' Makukula 20' (pen.) Viana 69' | Report | Smith 43' | Hardturm, Curych rozhodčí: Erol Ersoy (Turecko) |

### Skupina B
| Tým     | Z | V | R | P | VG | IG | +/- | B |
| ------- | - | - | - | - | -- | -- | --- | - |
| Francie | 3 | 3 | 0 | 0 | 7  | 1  | +6  | 9 |
| Česko   | 3 | 1 | 1 | 1 | 2  | 3  | -1  | 4 |
| Belgie  | 3 | 1 | 0 | 2 | 2  | 4  | -2  | 3 |
| Řecko   | 3 | 0 | 1 | 2 | 3  | 6  | -3  | 1 |

| 16. května 2002 19:00 |        |       |                                                       |
| Francie               | 2:0    | Česko | Les Charmilles, Ženeva rozhodčí: Erol Ersoy (Turecko) |
| Govou 41' Sorlin 45'  | Report |       | Les Charmilles, Ženeva rozhodčí: Erol Ersoy (Turecko) |

| 16. května 2002 20:00 |        |                          |                                                                          |
| Řecko                 | 1:2    | Belgie                   | Stade Olympique de la Pontaise, Lausanne rozhodčí: Jacek Granat (Polsko) |
| Gittas 90+2'          | Report | Daerden 33' Soetaers 83' | Stade Olympique de la Pontaise, Lausanne rozhodčí: Jacek Granat (Polsko) |

| 19. května 2002 16:00 |        |             |                                                               |
| Belgie                | 0:1    | Česko       | Les Charmilles, Ženeva rozhodčí: Felix Tangawarima (Zimbabwe) |
|                       | Report | Jiránek 19' | Les Charmilles, Ženeva rozhodčí: Felix Tangawarima (Zimbabwe) |

| 19. května 2002 16:30 |        |                          |                                                                               |
| Řecko                 | 1:3    | Francie                  | Stade Olympique de la Pontaise, Lausanne rozhodčí: Franz-Xaver Wack (Německo) |
| Patsatzoglou 84'      | Report | Armand 37' Frau 40', 61' | Stade Olympique de la Pontaise, Lausanne rozhodčí: Franz-Xaver Wack (Německo) |

| 21. května 2002 20:30 |        |              |                                                                               |
| Česko                 | 1:1    | Řecko        | Stade Olympique de la Pontaise, Lausanne rozhodčí: Attila Hanacsek (Maďarsko) |
| Grygera 36' (pen.)    | Report | Kyriazis 69' | Stade Olympique de la Pontaise, Lausanne rozhodčí: Attila Hanacsek (Maďarsko) |

| 21. května 2002 20:30 |        |                                 |                                                              |
| Belgie                | 0:2    | Francie                         | Les Charmilles, Ženeva rozhodčí: Bernhard Brugger (Rakousko) |
|                       | Report | Daerden 74' (vl.) Luyindula 86' | Les Charmilles, Ženeva rozhodčí: Bernhard Brugger (Rakousko) |

## Play off

### Semifinále
| 25. května 2002 18:30     |        |           |                                                                          |
| Francie                   | 2:0    | Švýcarsko | St. Jakob-Park, Basilej rozhodčí: Eduardo Iturralde González (Španělsko) |
| Malbranque 62' Sorlin 70' | Report |           | St. Jakob-Park, Basilej rozhodčí: Eduardo Iturralde González (Španělsko) |

| 25. května 2002 20:30        |              |                                  |                                                       |
| Česko                        | 3:2 (prodl.) | Itálie                           | Hardturm, Curych rozhodčí: Franz-Xaver Wack (Německo) |
| Rozehnal 1' Pospíšil 83' 99' | Report       | Pirlo 86' (pen.) Maccarone 90+4' | Hardturm, Curych rozhodčí: Franz-Xaver Wack (Německo) |

### Finále
| 28. května 2002 20:30 |              |       |                                                               |
| Francie               | 0:0 (prodl.) | Česko | St. Jakob-Park, Basilej rozhodčí: Tom Henning Øvrebø (Norsko) |
|                       | Report       |       | St. Jakob-Park, Basilej rozhodčí: Tom Henning Øvrebø (Norsko) |

|                             |     | Penaltový rozstřel      |  |
| Meriem Frau Escudé Boumsong | 1:3 | Pospíšil Grygera Skácel |  |

| FRANCIE:         |    |                     |     |     |
|                  |    |                     |     |     |
|                  | 1  | Mickaël Landreau    |     |     |
|                  | 2  | Anthony Réveillère  | 33' |     |
|                  | 3  | Julien Escudé       |     |     |
|                  | 4  | Jean-Alain Boumsong |     |     |
|                  | 5  | Mathieu Berson      | 77' | 87' |
|                  | 6  | Jérémie Bréchet     |     |     |
|                  | 7  | Olivier Sorlin      |     |     |
|                  | 9  | Sidney Govou        |     | 76' |
|                  | 10 | Steed Malbranque    |     | 64' |
|                  | 11 | Péguy Luyindula     |     |     |
|                  | 18 | Benoît Pedretti     |     |     |
| Střídání:        |    |                     |     |     |
|                  | 19 | Camel Meriem        |     | 64' |
|                  | 13 | Pierre-Alain Frau   |     | 76' |
|                  | 8  | Julien Sablé        |     | 87' |
| Trenér:          |    |                     |     |     |
| Raymond Domenech |    |                     |     |     |

| ČESKO:           |    |                  |     |     |
|                  |    |                  |     |     |
|                  | 16 | Petr Čech        |     |     |
|                  | 2  | Martin Jiránek   |     | 33' |
|                  | 4  | Petr Voříšek     |     |     |
|                  | 5  | Zdeněk Grygera   |     |     |
|                  | 8  | Lukáš Zelenka    |     | 81' |
|                  | 9  | Milan Baroš      |     | 38' |
|                  | 10 | Štěpán Vachoušek |     |     |
|                  | 13 | Karel Piták      | 89' |     |
|                  | 14 | David Rozehnal   |     |     |
|                  | 17 | Tomáš Hübschman  |     |     |
|                  | 19 | Rudolf Skácel    |     |     |
| Střídání:        |    |                  |     |     |
|                  | 20 | Radoslav Kováč   |     | 33' |
|                  | 11 | Michal Pospíšil  |     | 38' |
|                  | 15 | Jan Polák        |     | 81' |
| Trenér:          |    |                  |     |     |
| Miroslav Beránek |    |                  |     |     |

| Asistenti rozhodčího: Markku Tiensuu (Finsko) Martin Balko (Slovensko) Čtvrtý rozhodčí: Bernhard Brugger (Rakousko) |